# SOLEIL

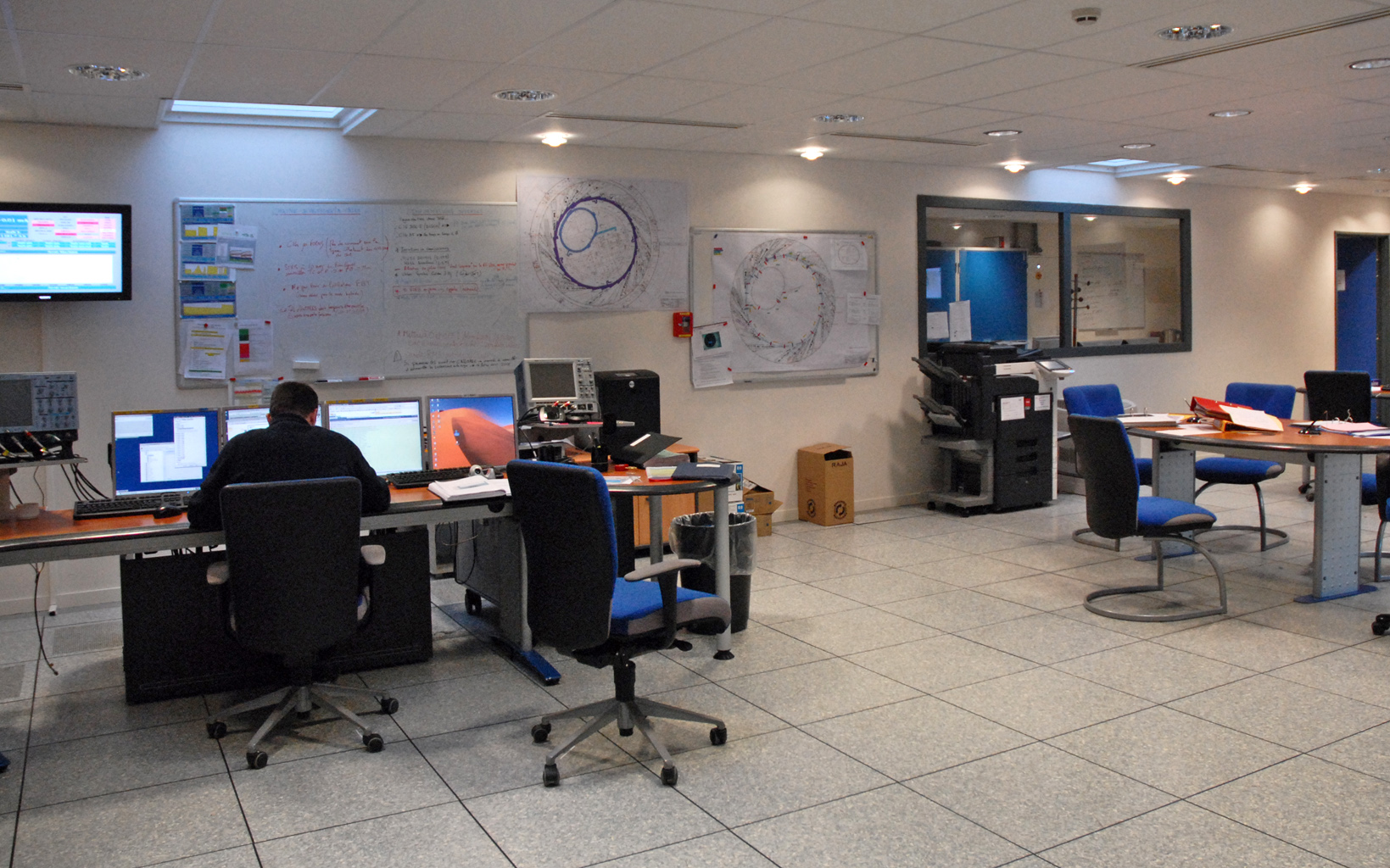
В пультовой ускорительного комплекса.

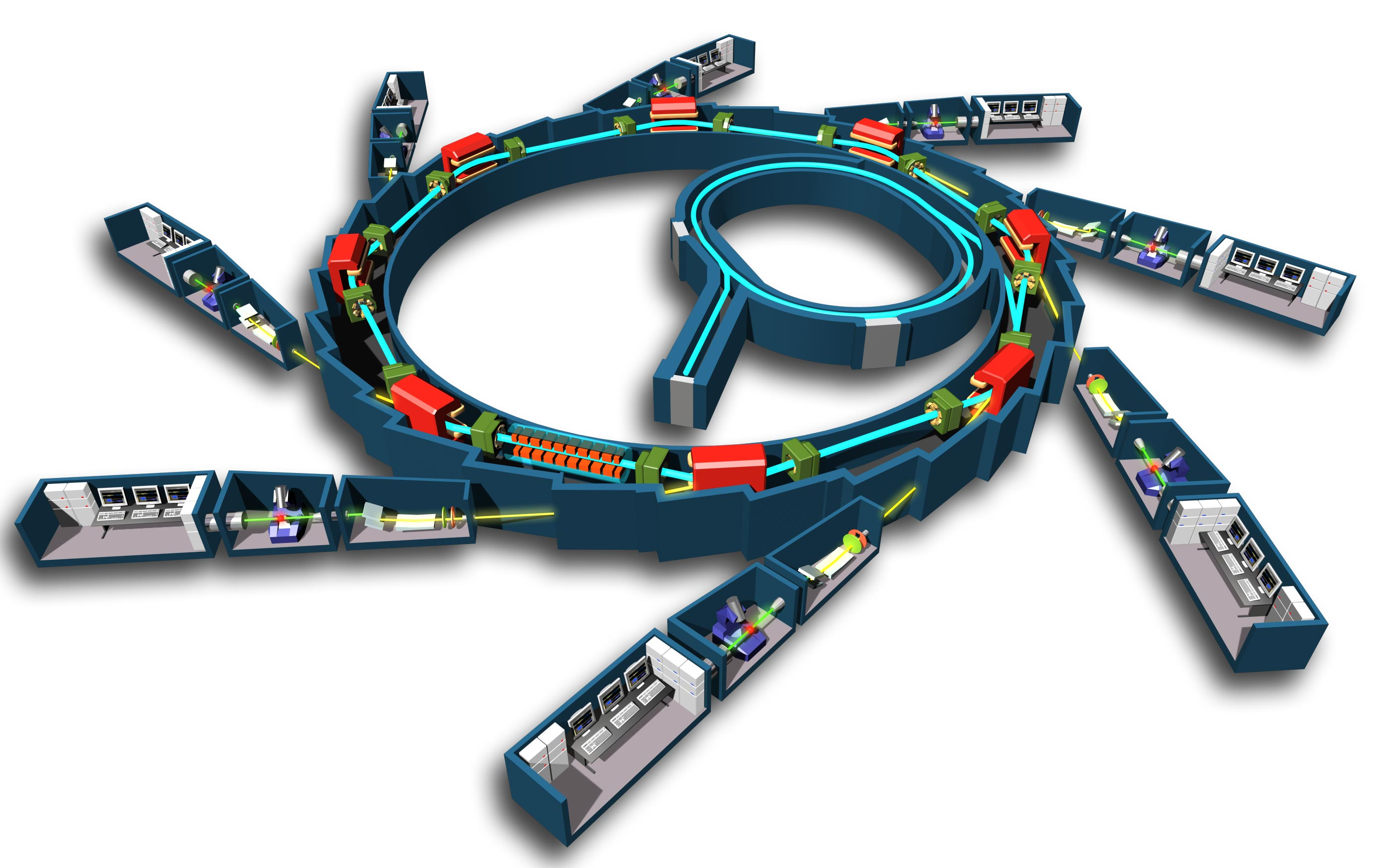
Схема ускорительного комплекса и экспериментальных станций.

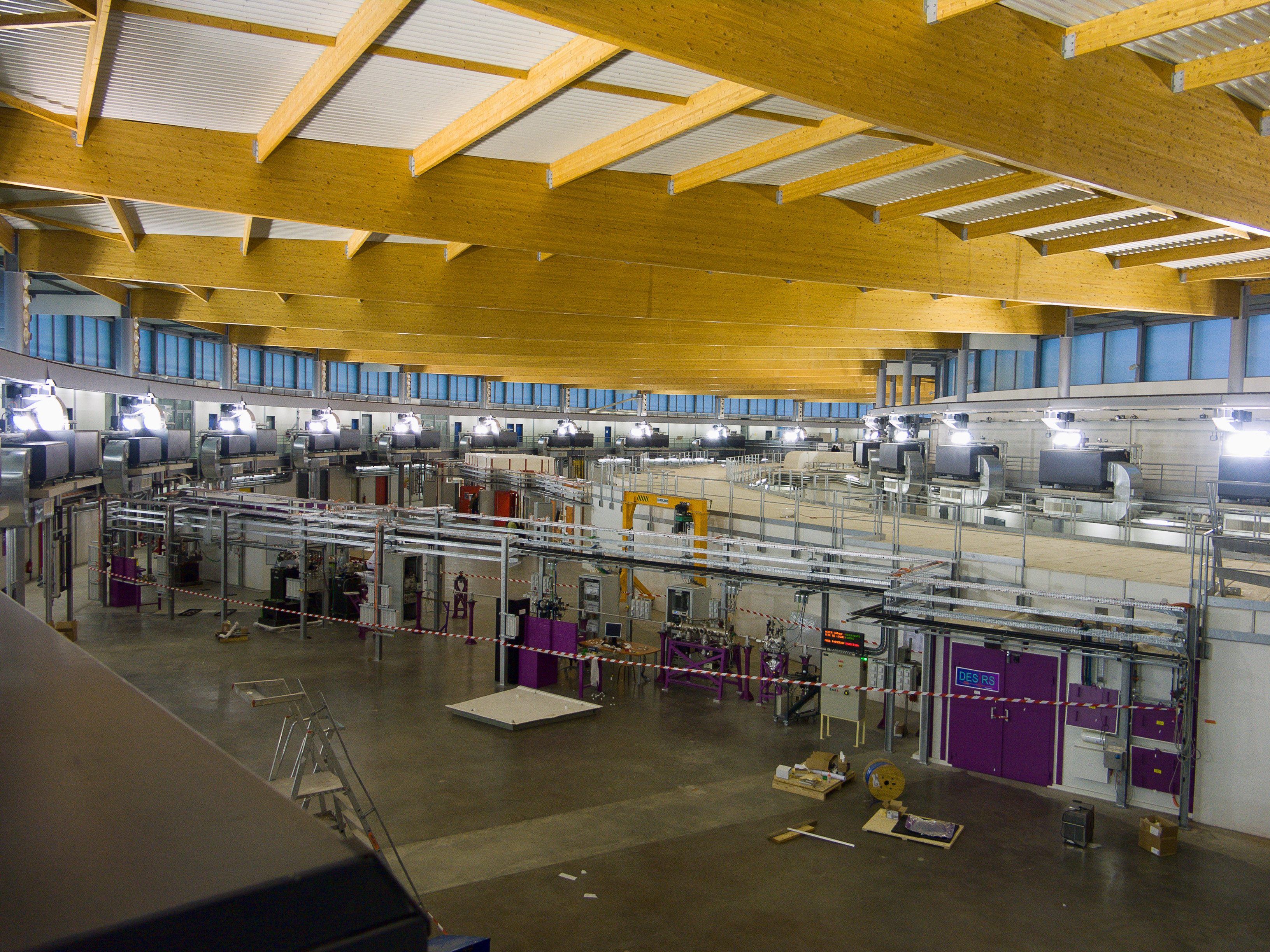
Внутри здания SOLEIL, 2007 год. Канал вывода синхротронного излучения (нержавейная вакуумная камера) из ускорительного кольца, закрытого бетонным коробом.

SOLEIL ( Source Optimisée de Lumière d’Énergie Intermédiaire du LURE . Кроме того фр. soleil — солнце) — циклический ускоритель электронов, источник синхротронного излучения третьего поколения, расположенный во Франции, в департаменте Эсон, недалеко от Парижа. Установка находится под управлением лаборатории LURE (Laboratoire pour l'utilisation du rayonnement électromagnétique) и находится в совместном ведомстве Национального центра научных исследований и Комиссариата атомной энергетики. Первый пучок был захвачен в синхротрон 14 мая 2006 года.

## Описание ускорительного комплекса
Комплекс состоит из инжекционной части (электронная пушка, 100 МэВ линейный ускоритель и бустерный синхротрон на полную энергию 2.75 ГэВ периметром 156.6 м), основного синхротрона, с установленными в него ондуляторами, и каналов вывода синхротронного излучения на пользовательские экспериментальные станции.
| Основные параметры синхротрона           | Основные параметры синхротрона |
| ---------------------------------------- | ------------------------------ |
| Энергия электронов, E                    | 2,75 ГэВ                       |
| Периметр, П                              | 354,097 м                      |
| Частота обращения пучка, f0              | 0,84664 МГц                    |
| Бетатронные частоты, νx, νy              | 18,2, 10,3                     |
| Разброс энергий в пучке, σδE/E           | 1.016×10−3                     |
| Горизонтальный эмиттанс, εx              | 3,74 нм·рад                    |
| Время радиационного затухания, τs, τx=τz | 3,27 мс, 6,56 мс               |
| Полный ток пучка, Ib                     | 500 мА                         |
| Потери мощности на излучение             | 575 кВт                        |